# Geoff Schaaf
Geoffrey „Geoff“ Schaaf (* 13. Oktober 1946 in Salt Lake City, Utah; † 22. Januar 2023 in Los Angeles) war ein US-amerikanischer Filmregisseur, Kameramann und Filmproduzent.

## Leben
Nah einem Biologie-Studium und einem Studium der Filmproduktion an der California State University wurde Schaaf ab 1975 als Kameramann tätig. 1982 gründete er seine eigene Produktionsfirma. Bekannt wurde er durch seine Mitwirkung als Kameramann an den Fernsehserien SeaQuest DSV und Charmed – Zauberhafte Hexen.
Im Jahr 2003 gab er sein Debüt als Regisseur und inszenierte den Thriller Shelter Island mit Stephen Baldwin in der Hauptrolle. 2009 folgte mit Portal sein zweiter Film und 2012 mit Middle Ages sein dritter Film. Im Laufe seines Lebens arbeitete er an 400 internationalen Dokumentarfilmen mit.
Er starb 2023 an Kehlkopfkrebs.

## Filmografie (Auswahl)

### Regisseur
- 2003: Shelter Island
- 2009: Portal
- 2012: Middle Ages

### Kameramann
- 1990: Killing Cop (The China Lake Murders)
- 1990–1991: Das Ding aus dem Sumpf (Swamp Thing, Fernsehserie, 22 Folgen)
- 1994: Fortune Hunter (Fernsehserie, 11 Folgen)
- 1995–1996: SeaQuest DSV (Fernsehserie, 7 Folgen)
- 1996: The Russian Godfather
- 1999: Charmed – Zauberhafte Hexen (Charmed, Fernsehserie, 10 Folgen)
- 1999–2000: Jack und Jill (Jack & Jill, Fernsehserie, 17 Folgen)
- 2001: Tod auf Abruf (Determination of Death)
- 2006: Séance
- 2012: The Wall Street Conspiracy
- 2016: Screenagers